# Veco Precision
Veco Precision (Veco B.V.) is een Nederlandse multinational met vestigingen in het Verenigd Koninkrijk en India. Het hoofdkantoor zetelt in Eerbeek. Het bedrijf produceert microprecisiecomponenten met behulp van elektroformeertechnologie voor de lucht- en ruimtevaart, automotive, halfgeleiderindustrie, medische technologie en industriële automatisering.

## Geschiedenis

Fabrieksgebouwen_Veco

Veco_in_bedrijf

Routebord ANWB naar Veco

### 1934 - 1940
Nadat in de begin jaren 30 het elektroformeren als technologie op kwam besloten vijf ingenieurs, L.R. Beijnen, B.M. Van Dorp, Elfers, Van de Pol en J.H. Ter Horst, om in 1934 een gezamenlijk bedrijf op te richten onder de handelsnaam “NV Vereeniging Industrieel bezit 65”. De eerste bedrijfsruimte was gevestigd aan de Bakkerstraat in Zutphen.
In hetzelfde jaar besloot men om te verhuizen naar een ander bedrijfspand (een voormalige papierfabriek) aan de Kieveenweg 20 in Loenen waar naast een productieruimte ook een laboratorium en kantoor aanwezig waren. Tevens werd de handelsnaam veranderd in Veco Zeefplatenfabriek.
Om het galvanisch afvormen van matrijzen te verbeteren werd in de fabriek een nieuw type matrijs ontwikkeld dat stabieler was dan de bestaande matrijzen. De eerste eindproducten die het bedrijf op de markt bracht waren een microzeefplaat, een combinatie van een geperforeerde plaat en fijn zeefgaas, en een röntgenscherm in de vorm van een koperen plaat voorzien van een loodcoating voor toepassingen in de medische industrie.

### 1940 - 1945
De producten die het bedrijf produceerde waren voor de Duitse bezetter zeer interessant want met de betreffende zeven (Schlitzsiebe) kon men water van brandstof scheiden, waardoor de motoren van de vliegtuigen niet zouden gaan haperen.
Om te voorkomen dat de fabriek door de Duitsers zou worden gesloten of vernietigd ging de directie akkoord om een specifieke zeef te ontwikkelen voor de Duitsers.
In 1942 vonden een aantal grote bestuursveranderingen plaats. Zo overleed mede-oprichter Ter Horst, verliet mede-oprichter Beijnen het bedrijf om zich aan te sluiten bij de binnenlandse strijdkrachten / verzet. (Hij werd in 1945 gefusilleerd door de Duitsers en kreeg postuum het verzetskruis uitgereikt door Koningin Juliana).
Commissaris Van Hasselt werd benoemd tot waarnemend directeur. De oorlog en het in opdracht van de Duitsers werken bracht verdeeldheid onder het personeel en resulteerde in het traineren van leveringen en productie. Uit angst voor represailles dook een groot deel van het personeel in 1943 onder en viel de productie geheel stil. Ook werd een deel van de fabriek door brand verwoest.

### 1946 - 1975
In juli 1946 werd besloten om het bedrijf te verhuizen van Loenen naar Karel van Gelreweg in Eerbeek.
In die periode was er, ondanks dat de oorlog voorbij was, een enorm te kort aan de noodzakelijke grondstoffen, koper en nikkel, maar ook te kort aan elektriciteit. Voor het elektroformeerproces waren juist deze grondstoffen hard nodig. Besloten werd het bedrijf verder te specialiseren in de richting van microprecisietechnologie. Dat bleek een succes. In de jaren vijftig werden zeven ontwikkeld voor de aardappelindustrie, textielindustrie, de tabaksindustrie maar ook ontwikkelde men bijvoorbeeld melkzeven die een stuk hygiënischer bleken dan de toen in gebruik zijnde geweven gaasfilters met watten. In 1963 meldde Stork Screens zich bij Veco met een samenwerkingsvoorstel op het gebied van geperforeerde naadloze, nikkelen textielsjablonen, omdat zij zelf hiervoor de kennis niet in huis hadden. Hieruit vloeide een licentieovereenkomst voort waarbij Veco de zg 'molettes' zou leveren en Stork zou op haar beurt tegen betaling de sjablonen gaan produceren. Beide producten waren bestemd voor de textiel-rotatiedrukmachines van Stork Brabant (Boxmeer).
In 1975 werd het bedrijf, met op dat moment 170 werknemers en een omzet van 20 miljoen gulden, overgenomen door multinational VMF (Verenigde Machinefabrieken Amsterdam), ook eigenaar van onder andere Stork-bedrijven. De bedrijfsnaam veranderde in Stork Veco BV. VMF had grote plannen met Veco en wilde in Europa een aantal Veco-fabrieken openen.

### 1976 - heden
Acht jaar later, in 1983, werd het bedrijf samen met Stork Screens ondergebracht in STOVEC International Groep. Veco produceerde in die jaren precisieproducten zoals zeven voor sapcentrifuges, scheerfoliën, codeschijven en inkjets.
Het bedrijf groeide met behulp van het moederbedrijf Stork naar een organisatie die in meer dan 80 landen haar producten verkocht. Ook werd een samenwerkingsverband met Fokker gestart voor het realiseren van geluiddempende constructies voor haar straalmotoren.  In 1994 werd het bedrijf betrokken bij het door de Europese Commissie goedgekeurde en gesubsidieerde onderzoeksprogramma voor de vliegtuigbouw. Ook de bedrijven Fokker, Ten Cate en de TU Delft en het Nationaal Lucht-en Ruimtevaart Laboratorium namen deel aan dit onderzoek.
In 1996 werd het Duitse bedrijf Balco gmbh overgenomen en daardoor verkreeg Veco toegang tot een vele malen grotere suikermarkt. Vijf jaar later werd dan ook besloten om een suikerzeven-fabriek te openen in India. 
In 2004 besloot moederbedrijf Stork om Veco onder te  brengen in een andere groep, in Stork Prints Group (SPG).
Dankzij de nieuwe constructie lukte het Veco om een in 2008, het Engelse bedrijf Tecan over te nemen, een etsbedrijf met een kleine elektroformeer-groep. Na deze overname werden de etsprocessen van Veco naar Engeland overgeheveld, net als de productie van flowmeters voor de halfgeleiderindustrie en ingewikkelde producten voor papiergeldfabrikanten.
De beide bedrijven Veco en Tecan werden ondergebracht in een nieuwe holding: Veco Precision. Na de overname van Tecan volgde ook in 2017 de overname van het Wijchense micro-precisie laserbedrijf Reith Laser Technologie, opgericht in 1988. (Later werd deze naam veranderd in Millux).
In 2018 kwam het bedrijf, met op dat moment 350 werknemers, in handen van Investeringsmaatschappij Gilde. Een jaar later startte het bedrijf met onderzoek en de ontwikkeling van nikkelelementen voor toepassing in brandstofcellen op basis van waterstof.
In 2023 werd het bedrijf weer verkocht aan de Muon Group, een samenwerkingsverband van 6 bedrijven gespecialiseerd in precisietechnologieën en dochteronderneming van de beursgenoteerde IDEX Corporation, een wereldwijd technologiebedrijf dat actief is in diverse sectoren, waaronder medische technologie en vloeistofbeheer.

## Markten en toepassingen
Het bedrijf levert microprecisiecomponenten aan verschillende industrieën / sectoren zoals de lucht- en ruimtevaart, de automotive sector, de halfgeleiderindustrie, medische technologie, industriële automatisering, voedingsmiddelen- en drankindustrie en duurzame energieprojecten.